# Bloomsburygroep

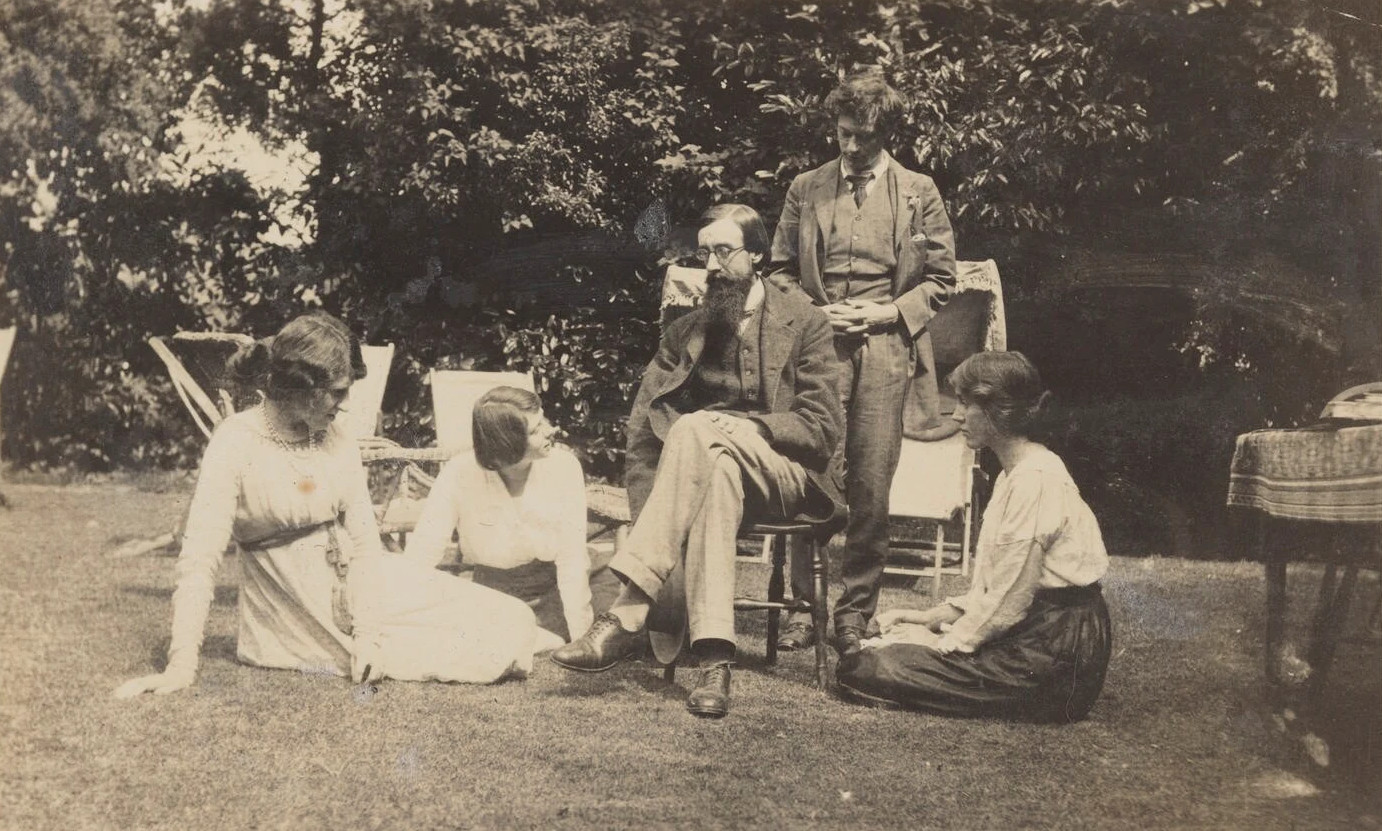
Een aantal leden van de Bloomsburygroep in de tuin van Lady Ottoline Morrell. Van links naar rechts: Lady Ottoline, Mrs Aldous Huxley (beiden geen lid van de groep), Lytton Strachey, Duncan Grant en Vanessa Bell

De Bloomsburygroep is een groep schrijvers, kunstenaars en intellectuelen die aan het begin van de 20e eeuw ontstond in de Londense wijk Bloomsbury. De groep is pas later zo genoemd en heeft een tot in de 21e eeuw reikende invloed gehad op de smaak en het levensbesef van moderne mensen in de westerse wereld, zowel in het Engelse taalgebied als daarbuiten. De belangrijkste vertegenwoordigers waren: Virginia Woolf en haar echtgenoot Leonard Woolf, Vanessa Bell (de zus van Virginia Woolf) en haar echtgenoot Clive Bell, Lytton Strachey en diens broer James Strachey, Duncan Grant, John Maynard Keynes, E.M. Forster, Roger Fry en het echtpaar Desmond en Molly MacCarthy.
Lady Ottoline Morrell was regelmatig gastvrouw voor de Bloomsburygroep en wordt ook soms tot de groep gerekend.

## Ontstaan

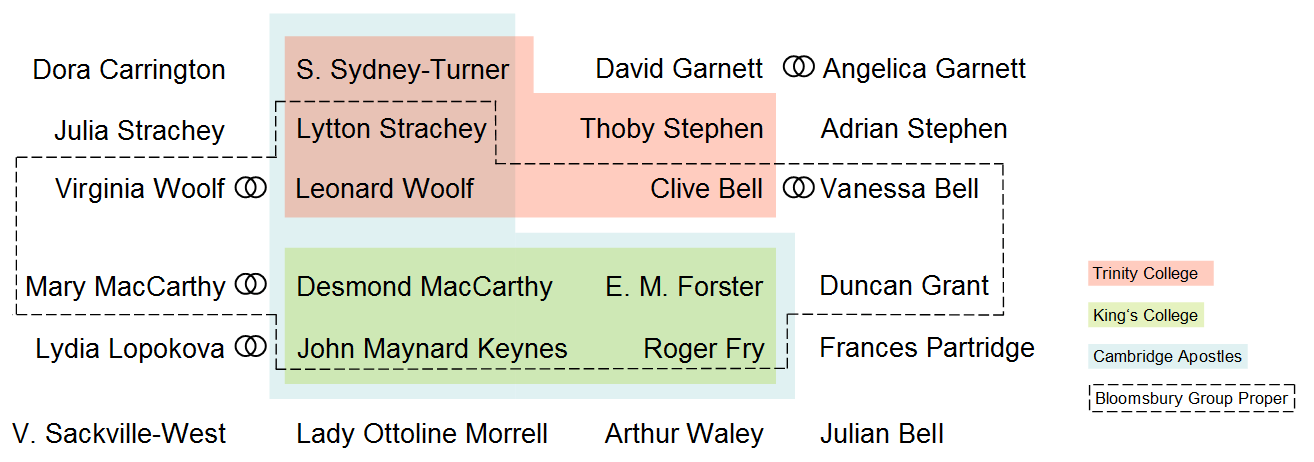
Een aantal leden van de Bloomsburygroep

De groep vindt - naar algemeen wordt aangenomen - haar oorsprong in Cambridge, meer in het bijzonder aan Trinity College, Cambridge, waar in het najaar van 1899 Leonard Woolf, Lytton Strachey en Saxon Sydney-Turner (alle drie lid van het geheim genootschap dat bekendstond als de Cambridge Apostles) zelf een genootschap oprichtten, de zogenaamde Midnight Society, waar zij bevriend raakten met Thoby Stephen (de broer van Virginia Woolf) en Clive Bell. Later zouden Maynard Keynes en Desmond MacCarthy zich bij deze vriendenkring voegen. Thoby Stephen was de zoon van de auteur, criticus en alpinist sir Leslie Stephen. Toen deze in 1904 overleed, besloten zijn drie nog thuis wonende kinderen: Vanessa, Virginia, en Adrian Stephen, hun welgelegen Victoriaanse behuizing aan Hydepark Gate te verlaten, om een woning te betrekken aan het - in de veel minder chique wijk Bloomsbury gelegen - Gordon Square.